# بيس غما
بيس غما (بيسفينول أي جلايسيديل الميثاكريليت)، (بالإنجليزية: Bis-GMA) هو راتنج شائع الاستخدام في مركبات الأسنان (حشوات ضوئية)، ومانعات تسرب الأسنان (ختام سني).  وإسمنت الأسنان. وهو ثنائي الاستر المشتق من حمض الميثاكريليك و ثنائي الفينول أي ثنائي جلايسيديل الإيثر. ولأنه يحمل مجموعتين قابلتين للبلمرة، فهو معرّض لتكوين بوليمر متشابك يستخدم في ترميم الأسنان.  بالنسبة لعمل الأسنان، يُخلط بيس-غما عالي اللزوجة مع جزيئات الألومينوسيليكات والكوارتز المسحوق والأكريليت الأخرى ذات الصلة؛ تؤدي التغييرات في نسب المكونات إلى خصائص فيزيائية مختلفة في المنتج النهائي.  دمج رافائيل بوين بيس-غما في راتنجات الأسنان المركبة (الحشوات الضوئية) في عام 1962. حتى أعمال تطوير المصفوفة في أوائل العقد الأول من القرن الحادي والعشرين، كان بيس-غما ومونومرات الميثاكريليت ذات الصلة هي الخيارات الوحيدة لتكوين المصفوفة العضوية. 

## الأمان
أُثيرت مخاوف بشأن احتمالية تحلل بيس-غما أو تلوثه مع المركب ذي الصلة ثنائي الفينول أي.  ومع ذلك، لم يُعثر على أي آثار صحية سلبية لاستخدام بيس-غما في راتنجات الأسنان.  

## التركيب
يمكن أن تؤدي انزيمات الاستريز اللعابية إلى تحلل المواد المانعة للتسرب المستندة إلى بيس-غما ببطء، وتشكل بيس-أج پي پي پي. 